# Первый президентский срок Касым-Жомарта Токаева
Первый президентский срок Касым-Жомарта Токаева продолжался с 12 июня 2019 года по 20 ноября 2022 года.
Этому непосредственно предшествовала работа в должности исполняющего обязанности президента Казахстана с 20 марта по 12 июня 2019 года.
С 20 марта 2019 года является действующим президентом Республики Казахстан. 19 марта 2019 года первый президент Казахстана Нурсултан Назарбаев подписал указ о сложении полномочий президента с 20 марта 2019 года по собственному желанию. Согласно Конституции Республики Казахстан, полномочия переходят к председателю Сената Парламента страны. Касым-Жомарт Токаев принял присягу 20 марта на совместном заседании палат Парламента Казахстана.

## Транзит власти в Казахстане
Первоначально, Токаев должен был оставаться президентом Казахстана до 2020, то есть до истечения срока полномочий Назарбаева. Однако, 9 апреля 2019 было объявлено о проведении внеочередных выборов, назначенных на 9 июня 2019. На прошедших выборах победу одержал Токаев, набрав 70,96 % голосов, и вступил в должность 12 июня 2019.
Одним из первых шагов Токаева на президентском посту стало переименование столицы государства Астаны в Нур-Султан в честь бывшего президента Назарбаева, о чём он заявил в своей первой инаугурационной речи. Предложение было поддержано Парламентом Казахстана и депутатами городского маслихата и 23 марта Токаев подписал указ № 6 о переименовании города; указ № 1 был о присвоении Назарбаеву высшей государственной награды — звания «Халық Қаһарманы» (Народный Герой).

## Реформы
16 марта 2022 года состоялось послание президента Токаева народу Казахстана, которое, по мнению казахстанских чиновников, является «точкой отсчёта построения нового Казахстана». На нём Токаев объявил о начале ряда политических реформ: усиление роли парламента, переход к смешанной избирательной системе, упрощение процедуры регистрации политических партий, повышение конкурентоспособности СМИ и так далее.

### Административно-территориальная реформа (2022)
По инициативе президента Токаева были созданы три новые области: Абайская, Улытауская и Жетысуская. По мнению Токаева, эти изменения оптимизируют процесс государственного управления, упростят гражданам проезд до областного центра и обратно, будут способствовать более эффективному регулированию внутренней миграции.
Также центр Алматинской области перенесён в город Конаев. Благодаря изменениям в административно-территориальном устройстве страны появились новые «центры экономического роста». Открытие новых областей стимулирует развитие малого и среднего бизнеса, инфраструктуры, а также упростит решение многих задач на местах. После появления новых областей Казахстан административно состоит из 20 территориальных единиц: 17 областей и трёх городов республиканского значения.

### Конституционная реформа (2022)
14 июня 2022 года президент Токаев подписал Указ о создании Национального курултая, с более актуальными и широкими функциями взамен Национальному совету общественного доверия (НСОД), который будет работать как консультативно-совещательный орган. 16 июня 2022 года состоялось первое заседание Национального курултая в городе Улытау.
С 2021 года в рамках президентской программы политических реформ сельские акимы стали избираться непосредственно населением. На сегодня в более чем 1900 сельских округах прошли выборы, корпус сельских акимов обновился почти на 60 %. С 2023 года в пилотном режиме вводится прямая выборность акимов районов и городов областного значения. Таким образом, институт выборности акимов способствует формированию новой политической культуры и демократизации всей системы в целом.

## Основные события
С 13 по 15 сентября 2022 года прошёл апостольский визит папы римского Франциска в Казахстан, в рамках которого понтифик посетил Нур-Султан. 13 сентября состоялась двусторонняя встреча Токаева и Франциска. 14 сентября Токаев, Франциск и другие религиозные лидеры приняли участие в VII съезде мировых и традиционных религий.

### Катастрофа Fokker 100 под Алма-Атой
27 декабря 2019 года лайнер Fokker 100 авиакомпании Bek Air выполнял рейс по маршруту Алматы—Нур-Султан, но при взлёте потерял высоту, пробил ограждение и врезался в незаконно построенный жилой дом, погибло 15 человек.
В день крушения президент Токаев провёл экстренное совещание, и заслушал отчёты премьер-министра, генпрокурора, министров внутренних дел и здравоохранения. По результатам совещания, было поручено оказать материальную и другую помощь семьям погибших, провести расследование катастрофы и проверить все авиакомпании. 28 декабря президент объявил днём общенационального траура.
Основной первопричиной катастрофы стала версия обледенения крыльев самолёта. За незаконную постройку, о которую разбился самолёт, было осуждено трое человек — два бывших главы отдела земельных отношений и риэлтор.

### Пандемия COVID-19
В период первого президентского срока Токаева Казахстан столкнулся с серьёзными вызовами, связанными с пандемией COVID-19. Первые случаи заражения были зафиксированы 13 марта 2020 года в Алматы у граждан, вернувшихся из Германии. Уже 15 марта президент Токаев объявил чрезвычайное положение на всей территории страны, действовавшее с 16 марта по 11 мая; были введены строгие карантинные меры: ограничена работа крупных торговых объектов, приостановлена деятельность развлекательных центров, кинотеатров, театров и выставок, запрещены массовые мероприятия, включая празднование Наурыза и военный парад в честь 75-летия Победы.
Для предотвращения распространения вируса 19 марта в стране были введены жёсткие ограничения на въезд и выезд в крупных городах, таких как Астана и Алматы. Установлены санитарные посты, ограничивающие передвижение между регионами.
Понимая негативное влияние карантинных мер на экономику и благосостояние граждан, правительство под руководством Токаева разработало пакет антикризисных мер. Более 4,2 миллиона казахстанцев, потерявших доход из-за пандемии, получили финансовую помощь в размере 42 500 тенге. Малым и средним предприятиям предоставили отсрочки по кредитам и налоговым платежам, а также льготное кредитование на общую сумму около 600 миллиардов тенге.
Также внимание уделялось поддержке медицинских работников. Врачам, участвующим в борьбе с инфекцией, были установлены надбавки к заработной плате в зависимости от степени риска: от 212 500 до 850 000 тенге. Кроме того, в регионах построили 16 модульных инфекционных больниц и реконструировали три существующие, что значительно усилило медицинскую инфраструктуру страны.

### Беспорядки в Кордайском районе
5 февраля 2020 года в селе Сортобе Кордайского района Жамбылской области были избиты 80-й летний аксакал и два его сына. 7 и 8 числа произошли конфликт и массовая драка, с участием почти 400 человек, между жителями в ряде населенных пунктов Кордайского района.
В ходе конфликта травмы получили 192 граждан, из них 19 полицейских, 34 госпитализированы; погибло 11. Были сожжены 39 домов, 20 коммерческих объектов и 47 автомобилей. С 7 по 13 февраля через пограничные пункты в Киргизию выехал 23 131 человек, преимущественно дунган, затем вернулись обратно 21 261 человек. Для восстановления документов, утраченных в результате беспорядков и пожаров, был создан мобильный центр обслуживания населения, 778 пострадавшим семьям оказана гуманитарная помощь.
8 февраля президент Токаев поручил: 1) создать правительственную комиссию по ликвидации последствий и установления причин конфликта во главе с вице-премьером Бердибеком Сапарбаевым; 2) Генпрокурору взять на особый контроль расследование событий и создать межведомственную следственно-оперативную группу; 3) Комитету национальной безопасности и Генпрокуратуре привлечь к ответственности лиц, призывающих к межнациональной розни, распространяющих провокационные слухи и дезинформацию. Токаев отметил важность успокоить население, привлечь к этой работе авторитетных людей и Ассамблею народа Казахстана. 10 числа президент назначил Сапарбаева новым акимом Жамбыльской области
12 февраля Токаев принял зампредседателя Ассамблеи народа Казахстана Жансеита Туймебаева, президенту было доложено об итогах встреч Правительственной комиссии с населённых пунктов Кордайского района. В ходе встречи особое внимание было уделено взаимодействию дунганской общины Жамбылской области с местным казахским населением, изучение казахского языка, уважительное отношение к органам власти. 
На 25 февраля межведомственная следственно-оперативная группа расследовала свыше 120 уголовных дел, в т. ч. 11 убийств, 8 дел возбудили против провокаторов. 
1 марта президент посетил Кордайский район, а также встретился с представителями дунганской общины. 
27 марта в Жамбылской области, городах Алма-Аты и Шымкенте была проведена спецоперация по задержанию 25 активных участников беспорядков, среди которых есть казахи, дунгане, кыргызы по национальности; 7 ранее судимы.

### Пожар и взрывы боеприпасов в Жамбылской области
26 августа 2021 года произошёл пожар на складе боеприпасов войсковой части 28349 в Байзакском районе Жамбылской области, вызвавший как минимум 10 взрывов боеприпасов; в результате погибли 17 человек, 1 пропал без вести, 98 пострадали. Были эвакуированы жители ближайших населённых пунктов, из которых около 1 200 человек разметили в школах Тараза; закрыто движение по трассе Алма-Ата—Тараз, остановлены пассажирские и грузовые поезда в непосредственной близости. Министры обороны и ЧС вылетели на место, где была создана спецкомиссия. 27 августа министр обороны Нурлан Ермекбаев заявил, что после ликвидации последствий подаст в отставку; 31 августа, указом президента пост занял Мурат Бектанов.
29 августа Токаев объявил днём общенационального траура; и посмертно наградил орденами «Айбын» I и III степени девять погибших, замначальника службы пожаротушения Меиржану Айманову посмертно было присвоено звание Народного героя.
В связи с происшествием, 19 апреля 2022 года бывший командующий регионального командования «Юг», генерал-майор Кайдар Каракулов был признан подозреваемым по ст. 453 «Халатность» УК РК.

### Протесты в январе 2022 года
2 января 2022 года в Казахстане начались протесты, поводом к которым послужило резкое повышение цен на сжиженный газ. В последующем участники протестов перешли от экономических требований к политическим, в ряде городов протесты переросли в массовые беспорядки.
Наибольшего масштаба массовые беспорядки достигли в Алма-Ате, где были захвачены аэропорт и несколько административных зданий, включая департамент Комитета национальной безопасности, были сожжены здание акимата и резиденция президента. Комментируя события, Токаев заявил, что захват крупных объектов инфраструктуры осуществляют «террористические банды», подготовленные за рубежом.
5 января 2022 года Токаев ввёл чрезвычайное положение на всей территории страны, объявил об отставке правительства Аскара Мамина, главы КНБ Карима Масимова, Государственного секретаря Крымбека Кушербаева, а также сменил Назарбаева на посту председателя Совета Безопасности. В тот же день президент обратился к лидерам ОДКБ с просьбой о поддержке. 6 января Совет ОДКБ принял решение направить в Казахстан коллективные миротворческие силы.
7 января 2022 года Токаев заявил о восстановлении правопорядка на всей территории Казахстана, но призвал продолжать антитеррористическую операцию до полного уничтожения боевиков. По данным властей, в ходе спецопераций правоохранители задержали более трёх тысяч участников беспорядков и ликвидировали 26 вооружённых преступников. 1 сентября Токаев сообщил об амнистии участников январских событий, кроме деятелей, причастных к организации беспорядков, а также обвиняемых в государственной измене и попытке насильственной смены власти.
7 января Токаев дал правоохранительным органам приказ стрелять на поражение без предупреждения. В результате беспорядков погибли по меньшей мере 238 человек, в том числе 18 сотрудников силовых структур. Общее количество раненых достигло 4 353 человек, из них 3 393 сотрудников силовых ведомств. Среди убитых есть как минимум 8 детей в возрасте от 4 до 17 лет. Сам Токаев, оправдывая обращение в ОДКБ и приказ на расстрел, объявил о том, что на город Алматы напало 20 тысяч террористов — информация, которая не была ничем подтверждена и опровергнута. В дальнейшем Токаевым были усилены репрессии, и количество политических заключенных вырос более чем в 11 раз с 12 до 140 человек .
3 января 2024 года в интервью республиканской газете «Egemen Qazaqstan» Токаев прокомментировал январские события, ввод войск ОДКБ, «двоевластие» в Казахстане, ход политических и экономических реформ, внешнюю политику и взаимоотношения с Россией и Китаем, строительство АЭС. По поводу январьских событий Касым-Жомарт Токаев отметил:
Попытки навязать модель двоевластия действительно были, и, должен сказать, эти попытки отличались целенаправленностью и организованностью. В сложившейся политической ситуации «транзита власти» политические манипуляторы сформировали некий параллельный центр власти. В нашей стране действовали Президент и Верховный Главнокомандующий, а также Председатель Совета Безопасности в лице экс-президента. Это, в конечном итоге, не могло не привести к властной коллизии.
Заговорщики пытались использовать в своих интересах изобретенную модель двоевластия или «тандема». Помните, наверное, заявления ряда должностных лиц, в том числе бывшего министра юстиции, что по своему статусу Елбасы стоит выше Президента. Некоторые чиновники бегали поочередно по кабинетам. Они играли на этом и в конце концов заигрались. Позже я прямо сказал Нурсултану Абишевичу Назарбаеву, что политические игрища, прежде всего, его ближайших соратников чуть было не разорвали страну.
В начале 2023 года, в результате проведённого расследования, генпрокурор Казахстана Берик Асылов назвал бывшего главу КНБ Карима Масимова главным организатором протестов.

### комментарии
1. ↑  с 20 марта по 11 июня 2019 года вступил в должность как и. о. президента (председатель сената), при отставке первого президента
2. ↑  председателем является сам Токаев как президент